# 아이패드 미니 (6세대)
아이패드 미니(iPad mini)는 2021년 9월 15일에 공개한 애플의 태블릿 컴퓨터이다. 아이패드 미니 (5세대)의 후속 기종이다. 애플 A15 프로세서가 탑재되어 있으며, 아이패드 미니 시리즈 최초로 홈버튼이 없는 모델이다. 전작인 아이패드 미니 (5세대)는 같은 날 단종되었다.

## 사양

### 하드웨어
2014년 아이패드 미니 3 이후 아이패드 미니의 첫 번째 재설계이며, 2012년 아이패드 미니가 출시된 이후 첫 번째 주요 재설계이다. 외부적으로는 4세대 아이패드 에어와 3세대 아이패드 프로의 작은 버전이다. 크기가 작기 때문에 키보드용 스마트 커넥터가 없다. 내부적으로는 언더클럭 방식의 애플 A15 바이오닉 SoC가 탑재되어 있다. 이 칩은 6코어 CPU, 5코어 GPU, 16코어 뉴럴 엔진을 갖추고 있다.
8.3인치 2266 x 1488 액상 레티나 디스플레이를 탑재해 이전 모델보다 높고 약간 좁다. 디스플레이는 라미네이트 처리로 반사 방지 코팅은 물론 넓은 색상과 트루 톤이 적용됐다.
Touch ID 센서를 절전/웨이크 버튼으로 재배치한 상태에서 홈 버튼이 제거되었다. Apple Pencil을 넣을 수 있도록 볼륨 조절 버튼이 장치의 상단 가장자리로 이동되었다.

### 연결성
아이패드 미니는 전용 라이트닝 포트를 단종시켜 충전과 외부 장치 및 액세서리 연결에 사용되는 범용 USB-C 포트를 선호한다. 모든 모델에는 블루투스 5.0 및 Wi-Fi 6(802.11ax) 무선 기능이 있다.